# Pavlovič
Pavlovič je priimek v Sloveniji in tujini. Po podatkih Statističnega urada Republike Slovenije je na dan 1. januarja 2010 v Slovenjiji uporabljalo ta priimek 167 oseb.

## Znani slovenski nosilci priimka
- Aleksandra Pavlovič (*1978), pianistka, pedagoginja
- Brankica Pavlovič/Pavlović (*1974), kegljavka
- Daša Pavlovič, arheologinja
- Edi Pavlovič, narodno-zabavni glasbenik (Beneški fantje)
- Franc (Francisco, Franciscus) Pavlovič/Paulovic (1892-1981), slikar, kipar, rezbar, restavrator (od 1923 v Braziliji)
- Marta Pavlovič, pisateljica kratkih zgodb
- Martin Pavlovič (*1964), strokovnjak za hmeljarstvo in agrarno ekonomiko, prof. UM
- Mik (Milutin) Pavlovič (*1932), kineziolog, košarkarski trener, univ. profesor in publicist
- Radmila Pavlović/Pavlovič Blatnik, psihologinja
- Staša Pavlovič, literarna organizatorka
- Stevo Pavlovič/Pavlović, frizerski podjetnik, stilist
- Uroš Pavlovič, odbojkar
- Zoran Pavlovič/Pavlović (*1955), psiholog, kriminolog in viktimolog
- Zoran ("Zoki") Pavlovič (*1976), nogometaš
- Žiga Pavlovič, razvijalec tehnologij virtualne resničnosti, oblikovalec

## Znani tuji nosilci priimka
- Ladislav Pavlovič (1926-2013), slovaški nogometaš